# Лижон, Рюбен
Рюбен Эвалд Лижон (нидерл. Ruben Ewald Ligeon; 24 мая 1992, Амстердам, Нидерланды) — нидерландский футболист, защитник, игрок любительского клуба «Аякс».

## Клубная карьера
Лижон начинал занимать футболом в ОСВ и «Де Метеоре». В 8 лет перешёл в академию «Аякса». За основную команду дебютировал 15 октября 2011 года во встрече с АЗ, заменив на 45 минуте Андре Ойера. Спустя месяц, Рюбен вышел с первых минут в матче против НЕК, в котором его команда одержала победу со счётом 3:0. 18 августа 2013 года вышел на поле в первом для себя Де Классикер против «Фейеноорда», заменив дисквалифицированного Рикардо ван Рейна. Его навес на 37 минуте нашёл в штрафной голову Колбейнна Сигторссона, благодаря которой «Аякс» одержал победу со счётом 2:1.
27 января 2015 года игрока на сезон арендовал НАК Бреда. Спустя 4 дня, дебютировал за клуб в матче с «Эксельсиором».
22 июня 2015 года «Виллем II» арендовал трёх футболистов «Аякса»: Лижона, де Са и Живковича. Рюбен дебютировал за клуб в матче с АЗ, на 78 минуте заменив Лесли де Са. Встреча завершилась нулевой ничьей. 1 февраля 2016 года, из-за отсутствия игровой практики, в двустороннем порядке было принято решение о досрочном прекращении арендного соглашения.
Новой командой, заключившей с Лижоном контракт, стал «Утрехт». В феврале 2016 года клуб арендовал его сроком на один сезон. Первый матч за команду защитник провёл 4 февраля 2016 года, выйдя на замену в четвертьфинале Кубка Нидерландов с ПСВ вместо Насера Баразите. Игра завершилась победой «Утрехта» со счётом 3:1.
9 июня 2016 года заключил четырёхлетний контракт со «Слованом» из Братиславы. Помимо него, в клубе уже играли три футболиста из Нидерландов: Лоренцо Бюрнет, Лесли де Са и Юри де Кампс. После подписания Митчелла Схета, число таковых возросло до пяти. 28 июня 2016 года дебютировал за клуб в матче первого квалификационного раунда Лиги Европы против албанского «Партизани». Встреча завершилась нулевой ничьей. Первый гол в своей карьере забил 12 мая 2017 года, в игре между «Слованом» и «Татраном». В этой игре победу одержала команда Лижона — 3:1.
31 августа стал свободным агентом. В декабре тренировался с датским «Орхусом», а в январе 2018 года подписал контракт с ПЕК Зволле. Дебютировал за клуб 27 января 2018 года в матче с «Витессом», выйдя на поле с первых минут. На 40 минуте игрока заменил Николаса Фрейре. Встреча завершилась поражением со счётом 1:2.

## Карьера в сборной
С 15 лет привлекался в сборные Нидерландов различных возрастов. Главный тренер команды до 17 лет Альберт Стейвенберг включил игрока в список футболистов, вызванных на матчи отборочного раунда юношеского чемпионата Европы 2009. Во второй встрече группового этапа против Турции на 56 минуте забил первый за сборную гол, благодаря которому она одержала победу со счётом 2:1. Сборная Нидерландов в финале проиграла (1:2 в дополнительное время) Германии.

## Достижения
«Аякс»
- Чемпион Нидерландов (4): 2010/11, 2011/12, 2012/13, 2013/14
- Финалист Кубка Нидерландов (2): 2010/11, 2013/14
- Обладатель Суперкубка Нидерландов: 2013
- Финалист NextGen Series: 2011/12
- Обладатель Кубка Эйсебио: 2014

«Утрехт»
- Финалист Кубка Нидерландов: 2015/16

«Слован»
- Серебряный призёр чемпионата Словакии: 2016/17
- Обладатель Кубка Словакии: 2016/17